# 鈇
鈇，是一種人工合成的化學元素，其化學符號为Fl，原子序數为114。鈇是一種放射性極強的超重元素，所有同位素的半衰期都很短，非常不穩定。鈇不出現在自然界中，只能在實驗室內以粒子加速器反應生成。鈇於1999年由俄羅斯杜布納聯合原子核研究所（JINR）的研究團隊用鈣（48Ca）離子撞擊鈽而發現，其名稱得自蘇聯原子物理學家格奧爾基·弗廖罗夫。
在元素週期表中，鈇是位於p區的錒系後元素，屬於第7週期、第14族（碳族），是已知最重的碳族成員。但2007年進行的初步化學實驗指出，鈇具有出乎意料的高揮發性，性質和同族的鉛非常不同。在初步實驗中，鈇甚至似乎表現出與稀有气体相似的性質。更近期的實驗結果顯示，鈇與金的化學反應與鎶相似，表明鈇是一種極易揮發的元素，在標準狀況下甚至可能是氣態的。實驗中鈇也表現出其金屬性，符合鉛的較重同族元素的屬性，且是第14族中反應活性最低的金屬。截至2022年，科學家對鈇的性質到底更像金屬還是惰性氣體的問題仍未有定論。
鈇有284Fl～289Fl共6种同位素，其中最長壽的鈇同位素为鈇-289，半衰期約為2.1秒，另外有证据表明鈇-289可能有一个同核异构体Fl289m的半衰期长达66秒。未經證實的同位素鈇-290可能具有半衰期為19秒。科學家預計鈇位於理論上的穩定島的中心附近，並且預測更重的未發現同位素，尤其是核子數為雙重幻數的鈇-298，可能具有更長的半衰期，预计至少在17天以上；还有观点认为鈇-297由于具有奇数个中子，从而在α衰变的过程中可能会拥有比鈇-298更长寿的半衰期。

## 概论

### 超重元素的合成
超重元素的原子核是在两个不同大小的原子核的聚变中产生的。粗略地说，两个原子核的质量之差越大，两者就越有可能发生反应。由较重原子核组成的物质会作為靶子，被较轻原子核的粒子束轰击。两个原子核只能在距离足够近的时候，才能聚变成一个原子核。原子核都带正电荷，会因为静电排斥力而相互排斥，所以只有两个原子核的距离足够短时，强核力才能克服这个排斥力并发生聚变。粒子束因此被粒子加速器大大加速，以使这种排斥力与粒子束的速度相比变得微不足道。施加到粒子束上以加速它们的能量可以使它们的速度达到光速的十分之一。但是，如果施加太多能量，粒子束可能会分崩离析。
不过，只是靠得足够近不足以使两个原子核聚变：当两个原子核逼近彼此时，它们通常会融為一體约10−20秒，之後再分開（分開後的原子核不需要和先前相撞的原子核相同），而非形成单一的原子核。这是因为在尝试形成单个原子核的过程中，静电排斥力会撕开正在形成的原子核。每一对目标和粒子束的特征在于其截面，即两个原子核彼此接近时发生聚变的概率。这种聚变是量子效应的结果，其中原子核可通过量子穿隧效應克服静电排斥力。如果两个原子核可以在该阶段之后保持靠近，则多个核相互作用会导致能量的重新分配和平衡。
两个原子核聚变产生的原子核处于非常不稳定，被称为复合原子核的激发态。复合原子核为了达到更稳定的状态，可能会直接裂变，或是放出一些中子来带走激发能量。如果激发能量太小，无法放出中子，复合原子核就会放出γ射线来带走激发能量。这个过程会在原子核碰撞后的10−16秒发生，并创造出更稳定的原子核。原子核只有在10−14秒内不衰变，IUPAC/IUPAP联合工作小组才会认为它是化学元素。这个值大约是原子核得到它的外层电子，显示其化学性质所需的时间。

### 衰变和探测
粒子束穿过目标后，会到达下一个腔室——分离室。如果反应产生了新的原子核，它就会存在于这个粒子束中。在分离室中，新的原子核会从其它核素（原本的粒子束和其它反应产物）中分离，到达半导体探测器后停止。这时标记撞击探测器的确切位置、能量和到达时间。这个转移需要10−6秒的时间，因此原子核需要存在这么长的时间才能被检测到。若衰变發生，衰變的原子核被再次记录，并测量位置、衰变能量和衰变时间。
原子核的稳定性源自于强核力，但强核力的作用距离很短，随着原子核越来越大，强核力对最外层的核子（质子和中子）的影响减弱。同时，原子核会被质子之间，范围不受限制的静电排斥力撕裂。强核力提供的核结合能以线性增长，而静电排斥力则以原子序数的平方增长。后者增长更快，对重元素和超重元素而言变得越来越重要。超重元素理论预测及实际观测到的主要衰变方式，即α衰变和自发裂变都是这种排斥引起的。几乎所有会α衰变的核素都有超过210个核子，而主要通过自发裂变衰变的最轻核素有238个核子。有限位势垒在这两种衰变方式中抑制了原子核衰变，但原子核可以隧穿这个势垒，发生衰变。
放射性衰变中常产生α粒子是因为α粒子中的核子平均质量足够小，足以使α粒子有多余能量离开原子核。自发裂变则是由静电排斥力将原子核撕裂而致，会产生各种不同的产物。随着原子序数增加，自发裂变迅速变得重要：自发裂变的部分半衰期从92号元素铀到102号元素锘下降了23个数量级，从90号元素钍到100号元素镄下降了30个数量级。早期的液滴模型因此表明有约280个核子的原子核的裂变势垒会消失，因此自发裂变会立即发生。之后的核壳层模型表明有大约300个核子的原子核将形成一个稳定岛，其中的原子核不易发生自发裂变，而是会发生半衰期更长的α衰变。随后的研究发现预测存在的稳定岛可能比原先预期的更远，还发现长寿命锕系元素和稳定岛之间的原子核发生变形，获得额外的稳定性。对较轻的超重核素以及那些更接近稳定岛的核素的实验发现它们比先前预期的更难发生自发裂变，表明核壳层效应变得重要。
α衰变由发射出去的α粒子记录，在原子核衰变之前就能确定衰变产物。如果α衰变或连续的α衰变产生了已知的原子核，则可以很容易地确定反应的原始产物。因为连续的α衰变都会在同一个地方发生，所以通过确定衰变发生的位置，可以确定衰变彼此相关。已知的原子核可以通过它经历的衰变的特定特征来识别，例如衰变能量（或更具体地说，发射粒子的动能）。然而，自发裂变会产生各种分裂产物，因此无法从其分裂产物确定原始核素。

## 歷史

### 發現
1998年12月，位於俄羅斯杜布納聯合核研究所（JINR）的科學家使用48Ca離子撞擊244Pu目標體，合成一個鈇原子。該原子以9.67 MeV的能量進行α衰變，半衰期為30秒。該原子其後被確認為289Fl同位素。這項發現在1999年1月公佈。然而，之後的實驗並未能重現所觀測到的衰變鏈。因此這顆原子的真正身份仍待確認，有可能是穩定的同核異構體289mFl。
1999年3月，同一個團隊以242Pu代替244Pu目標體，以合成其他的鈇同位素。這次，他們成功合成兩個鈇原子，原子以10.29 MeV的能量進行α衰變，半衰期為5.5秒。這兩個原子確認為287Fl。其他的實驗同樣未能重現這次實驗的結果，因此真正產生的原子核身份一樣不能被確定，但有可能是穩定的同核異構體287mFl。
杜布納的團隊在1999年6月進行實驗，成功製成鈇。這項結果是受到公認的。他們重複進行244Pu的反應，並產生兩個鈇原子，原子以9.82 MeV能量進行α衰變，半衰期為2.6秒。
研究人員一開始把所產生的原子認定為288Fl，但2002年12月進行的研究工作則將結論更改為289Fl。
{\displaystyle \,_{94}^{244}\mathrm {Pu} +\,_{20}^{48}\mathrm {Ca} \to \,_{114}^{292}\mathrm {Fl} ^{*}\to \,_{114}^{289}\mathrm {Fl} +3\,_{0}^{1}\mathrm {n} }
2009年5月，IUPAC的聯合工作組發布鎶的發現報告，其中提到283Cn的發現。由於287Fl和291Lv（見下）的合成數據牽涉到283Cn，因此這也意味著鈇的發現得到證實。
2009年1月，伯克利團隊證實287Fl和286Fl的發現。接著在2009年7月，德國重離子研究所又證實288Fl和289Fl的發現。
2011年6月11日，IUPAC證實鈇的存在。

### 命名
Flerovium（Fl）是IUPAC在2012年5月30日正式採用的，以纪念苏联原子物理学家格奥尔基·弗廖罗夫。此前根据IUPAC元素系統命名法所產生的臨時名稱為Ununquadium（Uuq）。科學家通常稱之為“元素114”（或E114）。

### 中文命名
2012年6月2日，中華民國國家教育研究院的化學名詞審譯委員會暫定以作為該元素的中文名稱。
2013年7月，中華人民共和國全國科學技術名詞審定委員會通過以（读音同「夫」）為中文定名。

### 未來的實驗
日本理化學研究所的一個團隊已表示有計劃研究以下的冷聚變反應：
{\displaystyle \,_{82}^{208}\mathrm {Pb} +\,_{32}^{76}\mathrm {Ge} \to \,_{114}^{284}\mathrm {Fl} ^{*}\to \,?}
Flerov核反應實驗室在未來有計劃研究在239Pu和48Ca反應中合成的較輕的鈇同位素。
也有計劃使用不同發射體能量再次用244Pu進行反應，以進一步了解2n通道，從而發現新的同位素290Fl。

## 同位素與核特性
目前已知的鈇同位素共有6個，質量數分別為284-289，此外鈇-289還有已知但未確認的亞穩態鈇-289m。鈇的同位素全部都具有極高的放射性，半衰期極短，非常不穩定，且較重的同位素大多比較輕的同位素來的穩定，因為它們更接近穩定島的中心，其中最長壽的同位素為鈇-289，半衰期約1.9秒，也是目前發現最重的鈇同位素。未經證實的同位素鈇-290可能具有更長的半衰期，為19秒。未確認的亞穩態鈇-289m则拥有长达66秒的半衰期。其餘較輕同位素的半衰期都在1秒以下。鈇元素位于穩定島的中心附近，对研究原子核壳层结构的稳定性有重要意义；科学家预测核子數為雙重幻數的鈇-298，可能具有更長的半衰期，预计至少在17天以上；还有观点认为鈇-297由于具有奇数个中子，从而在α衰变的过程中可能会拥有比鈇-298更长寿的半衰期。

## 化學屬性

### 推算的化學屬性

#### 氧化態
鈇預計屬於7p系，並是元素週期表中14 (IVA)族最重的成員，位於鉛之下。這一族的氧化態為+IV，而較重的元素也表現出較強的+II態，這是因為惰性電子對效應。錫的+II和+IV態強度相近。鉛的+II態比+IV態強。因此鈇應該繼續這一趨勢，有著氧化性的+IV態和穩定的+II態。

#### 化學特性
鈇的化學特性應與鉛相近，能形成FlO、FlF2、FlCl2、FlBr2和FlI2。如果其+IV態能夠進行化學反應，它將只能形成FlO2和FlF4。它也有可能形成混合氧化物Fl3O4，類似於Pb3O4。
一些研究指出鈇的化學特性可能和惰性氣體氡更接近。

### 實驗化學

#### 原子氣態
2007年4月至5月，瑞士保羅謝勒研究所與Flerov核反應實驗室的合作計劃研究了鎶的化學特性。第一項反應為242Pu(48Ca,3n)287Fl，第二項反應為244Pu(48Ca,4n)288Fl。他們將所生成的原子在金平面上的吸收屬性與氡的屬性作了比較。第一項實驗探測到3個283Cn原子，但同時也似乎探測到了1個287Fl原子。這項結果是出乎意料的，因為要移動生成了的原子需時大約2秒，鈇原子應該在被吸收前已經衰變了。第二個反應產生了2個288Fl原子和1個289Fl原子。其中兩個原子的吸收特性符合惰性氣體的特性。2008年進行的實驗肯定了這一重要的結果，所產生的289Fl原子特性也符合先前的數據，表示鈇和金發生交互作用時類似於惰性氣體。

## 外部連結
- 元素鈇在洛斯阿拉莫斯国家实验室的介紹（英文）
- —— 鈇（英文）
- 元素鈇在The Periodic Table of Videos（諾丁漢大學）的介紹（英文）
- 元素鈇在Peter van der Krogt elements site的介紹（英文）
- WebElements.com – 鈇（英文）
- First postcard from the island of nuclear stability
- Second postcard from the island of stability